# Mahmut Nedim Hendek

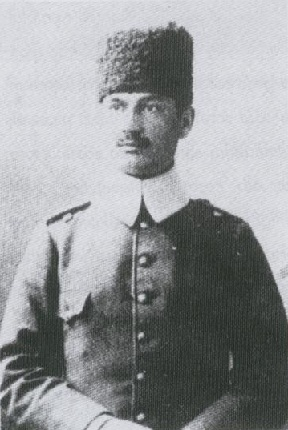
Mahmut Nedim

Mahmut Nedim [Hendek] (* 1880 in Ğunerikue hable, Adygea; † 21. April 1920 in Hendek, Sakarya) war ein türkischer Offizier, zuletzt im Rang eines Kaymakam (entspricht dem Oberstleutnant).
Nach seinem Abschluss an der Kriegsschule im Jahr 1901 wurde Mahmut Nedim der 5. Armee unterstellt. Im Jahr 1911 begann er seine Ausbildung zum Stabsoffizier, während er im Stammeskavallerieregiment diente, und schloss im Jahr 1914 die Mekteb-i Erkân-ı Harbiye, die Generalstabsakademie, ab. Während des Ersten Weltkrieges kämpfte er an der Ostfront. Er wurde mit der Kriegsmedaille und dem Mecidiye-Orden mit Schwert ausgezeichnet. Im Jahr 1919 wurde er zum Kommandanten der 24. Division ernannt. Obwohl er zum Abgeordneten der Menteşe in der I. Großen Nationalversammlung gewählt wurde, wurde er am 21. April 1920 damit beauftragt, den Aufstand in Hendek niederzuschlagen, und starb während dieser Operation. 
Durch den Beschluss des Ministerrats wurde er am 9. August 1927 mit der Unabhängigkeitsmedaille ausgezeichnet. Im Jahr 1988 wurde sein Grab von dem Denkmalgrab in Hendek auf den Türkischen Staatsfriedhof in Ankara verlegt.
Seine Familie nahm den Nachnamen Hendek an. Dieser Familienname wurde auch ihm von Atatürk postum verliehen.

## Auszeichnungen
- Eiserner Halbmond
- İstiklâl Madalyası mit rotem Band
- Mecidiye-Orden V. Klasse